# Jan Vladislav
Jan Vladislav, vlastním jménem Ladislav Bambásek (15. ledna 1923 Hlohovec – 3. března 2009 Praha) byl český básník a překladatel.

## Biografie
Narodil se v Hlohovci na Slovensku v české rodině poštovního úředníka, bývalého legionáře. Roku 1939 odešel s rodinou do Čech a o tři roky později složil maturitu na gymnáziu v Poličce. Jako maturant pomáhal v místní knihovně a nacházel zálibu v cizojazyčných svazcích. První knihou v originále, kterou přečetl celou, bylo Goethovo Utrpení mladého Werthera. Pak pokračoval s překlady Petrarkových sonetů, to vše ve věku 17 let.
Po válce studoval komparatistiku na Karlově univerzitě v Praze, byl žákem Václava Černého; dva semestry také v Grenoblu srovnávací dějiny literatury.
V roce 1968 se podílel na vzniku Kruhu nezávislých spisovatelů a  roku 1969 mohl konečně ukončit studia na FF UK doktorátem z filosofie.
Za normalizace byl znovu zbaven možnosti publikovat. Založil samizdatovou edici Kvart, kde vyšlo přes 120 titulů, mezi nimi i několika svazků jeho vlastních básní, esejí a kritik. V prosinci 1976 byl jedním z prvních signatářů Charty 77.
Inscenaci jeho pohádkové hry Popella uvedlo v roce 1975 VČLD DRAK z Hradce Králové, v únoru 1977 ji hrálo v Praze, v Divadle S+H. Vzápětí byla inscenace textu „Chartisty“ zakázána východočeským KNV.
V září 1976 se jako „guru“ a první čestný člen podílel na „rozjezdu“ ineditního spolku Societas Incognitorum Eruditorum (první učená společnost toho jména existovala v Olomouci 1746–1752). Od května 1976 do prosince 1988 SIE (12–18 přátel, převážně absolventů FFUK a MFFUK) vydávala v 10 exemplářích strojopisný kulturně-politický měsíčník Acta incognitorum. (Dnes v Libri Prohibiti J. Gruntoráda.) J. V. zde přednesl a „publikoval“ svůj esej Tři skici k jednomu obrazu.
V roce 1981 byl šikanou režimu donucen k exilu do Francie, kde žil v Sèvres u Paříže a vedl na Vysoké škole sociálních věd seminář o neoficiální kultuře v zemích za železnou oponou. Po Listopadu začal z Paříže uveřejňovat pravidelně články v Literárních novinách.
Roku 2003 ovdověl, vrátil se do Prahy a publikoval své starší původní práce i překlady. K vydání připravoval svůj Otevřený deník 1977–1981 a Pařížský deník 1981–1989, které poprvé vyšly v letech 2012 a 1991 resp.

## Dílo
Jan Vladislav překládal ze sedmi jazyků: angličtiny, francouzštiny, italštiny, němčiny, rumunštiny, ruštiny a ukrajinštiny a s výpomocí odborníků také z čínštiny a japonštiny.
Vydal dvě knížky vlastní poezie a výbor ze Shakespearových Sonetů, ale po únoru 1948 byl z politických důvodů z univerzity vyloučen a většina nákladu jeho třetí básnické knihy Hořící člověk skončila ve stoupě. Poté mohl v literatuře působit už jen pouze jako překladatel, případně autor knih pro mládež. Překládal a předmluvami nebo doslovy doprovázel zejména klasickou, moderní a lidovou poezii. Jeho původní poezie zůstávala v rukopisech.
- Hořící člověk (z let 1946–1948)
- Samomluvy (1950–1960)
- Věty (1962–1972)
- Fragmenty (1978–1989)
- Sny a malé básně v próze (1981–1990)

Hořící člověk i další sbírky ze souboru uvedené výše v době socialismu nesměly vyjít a byly vydávány strojopisově, v zahraničí nebo až po roce 1989. Souborně byly v České republice vydány poprvé v roce 1991 v nakladatelství KOS pod názvem Kniha poezie.
Kniha Eseje (2019) shrnula bohatou sbírku Vladislavových do té doby tiskem nevydaných souborů esejů, které autor psal už od 50. let a sám je uspořádal. Spolu s Vilémem Prečanem napsal knihu Horký leden 1989 v Československu, která obsahuje podrobnou dokumentaci k událostem, jež souvisely s 20. výročím smrti Jana Palacha.
O autorovi samotném vyšla v roce 1998 kniha Umíněnost jako osud: Jan Vladislav pětasedmdesátiletý, jež kromě ukázek z Vladislavova díla obsahuje také několik textů o autorovi a výběrovou bibliografii.

## Ocenění
Je nositelem Řádu Tomáše Garrigua Masaryka (1991), francouzského Řádu umění a literatury (1993), Ceny PEN Clubu za celoživotní dílo (1998) a Státní ceny za překladatelské dílo (2001) a ceny Ministra zahraničí Gratias agit (2008).